# Peter Bandl
Peter Bandl (* 1959) ist ein deutscher Lichtdesigner, der am Wiener Burgtheater fest engagiert ist. 

## Leben und Werk
Bandl absolvierte eine Ausbildung zum Elektriker und begann seine Theaterlaufbahn am Schauspielhaus Hamburg.  Im Jahr 2000 wurde er von Matthias Hartmann ans Schauspielhaus Bochum engagiert, 2005 folgte er ihm ans Schauspielhaus Zürich und 2009 ans Burgtheater Wien. Neben Hartmann hat Bandl mit weiteren wesentlichen Regisseuren des deutschsprachigen Raumes zusammengearbeitet, darunter Stefan Bachmann, Jan Bosse, Werner Schroeter und Nicolas Stemann. Besondere Anerkennung fand seine Lichtgestaltung für die Hartmann-Produktionen Onkel Wanja, Krieg und Frieden und Die letzten Zeugen, die auch nach Wiesbaden, Berlin, Dresden und Hamburg eingeladen wurden.
Bei den Salzburger Festspielen 2012 verantwortete er das Lichtdesign der Oper Der Zauberflöte zweyter Theil. Das Labyrinth in der Inszenierung von Alexandra Liedtke und 2013 für die Matthias-Hartmann-Inszenierung von Nestroys Der böse Geist Lumpazivagabundus, die danach ans Burgtheater übersiedelte. Beide Inszenierungen wurden auch fürs Fernsehen aufgezeichnet.

## Weblink
- Peter Bandl bei IMDb

| Personendaten    | Personendaten                                 |
| ---------------- | --------------------------------------------- |
| NAME             | Bandl, Peter                                  |
| KURZBESCHREIBUNG | deutscher Lichtdesigner am Wiener Burgtheater |
| GEBURTSDATUM     | 1959                                          |